# VII secolo a.C.
Il VII secolo a.C. (settimo secolo avanti Cristo) è il secolo che inizia nell'anno 700 a.C. e termina nell'anno 601 a.C. incluso.

## Avvenimenti
- Grecia
  - Atene ebbe le prime leggi scritte: le leggi di Dracone.
  - Introduzione della Falange oplitica in Grecia, usata per trecento anni.
- Persia: I Persiani incominciarono a seguire la dottrina del saggio Zaratustra (detto dai Greci Zoroastro).
- Isole Canarie: I Fenici provenienti dalla colonia di Lixus (attualmente situata sulla sponda atlantica del Marocco). stabiliscono una base commerciale sulle isole.
- Sicilia:secondo Tucidide avviene la fondazione di Terme Selinuntine nel 628 a.C..

## Personaggi significativi
- Assurbanipal, re degli Assiri
- Esiodo, poeta greco
- Talete, filosofo greco
- Archiloco, poeta greco
- Alcmane, poeta greco
- Saffo, poetessa greca
- Tullo Ostilio, terzo re di Roma
- Anco Marzio, quarto re di Roma
- Tarquinio Prisco, quinto re di Roma